# Krátki návuk vogrszkoga jezika za zacsetníke
Krátki návuk vogrszkoga jezika za zacsetníke ali Vandalszka vüszta (Kratki nauk madžarskega jezika za začetnika, madžarsko Kis magyar nyelvtan) je madžarsko-slovenska (prekmurska) slovnica Jožefa Košiča, ki ga je napisal leta 1833. Celotni naslov je Krátki návuk vogrszkoga jezika za zacsetníke, vödáni od Goszpona Szalay Imrea. Na Vandalszka Vüszta prenesseni po Kossics Jó'sefi, Gornjo-Szinícskom Plebánosi. V Grdáczi, 1833.
Železna županija je naprosila Košiča, da bi pisal slovnico za Slovence. Verjetno, da še niso hoteli madžarizirati narodnosta. Košič jo je zasnoval tako, da hoče povečti slovensko izobraženstvo na Madžarskem, ker Slovenci z njihovim jezikom ni bodo bogato in ni pametno. Če bi naučili madžarščino, takrat lahko bodo sodniki, hajduki in slugi.
| Naj se tak vogrszki Jezik nej szamo nepomenkáva, nego med kralevcsánczi se bolje i bolje vkorní i razséri, morejo pouleg duzsnosti vszi fárni skloniczke na vogrszki Jezik vcsiti szvoje mále vucsenike. Medtémtoga liki soustari silo k-sívanyi – poloobdelavci plük i k-orányi je neogiblivo potrejben: rávnotak niti skolnik vcsiti, niti sze soularje rejsan navcsiti nemorejo brezi právoga voja, i réda. |

Avtor originalne knjige je Imre Szalay. Tisto knjigo so prevedli v 19. stoletju v srbščino, romunščino, slovaščino in nemščino.
Košič je sam ustvaril jezično terminologijo knjige. Košič izposodi elementi iz kajkavščine in štajerske slovenščine, tako pravzaprav je svežal prekmurski knjižni jezik.
Krátki návuk obenem je drugi madžarsko-prekmurski in madžarsko-slovenski slovar (prva je bila ABC kni'zicza Mikloša Küzmiča), ker od 149, do 185 strana ima eno slovarček iz prekmurščine v madžarščino.
Ko ilirist Stanko Vraz je izvedel, kakšno knjigo je pisal Košič, kot odgovor je pisal sonet Hoj Košič!
| Hoj Košič, Košič, zvraženi Vandala! Na kečkemečkih pašah te kobila – Slovenka ne v Slovenskem te rodila, al te noseč se v magarca vgledala. Pa kaka nora misel ti nastala v možganih gnilih, ki se kdaj splodila, kaj gnuso madjarino bi učila Slovenka sina, strup mu zizat dala? Zastonj ti trud ves. Se smeje ti čedni; bičujejo pa te satirni biči, z rešetkom vodo grabiš in boš grabil- Na priklad ti posluhni in pogledni: Prek vranin krik do včili se slaviči, Sloven'c kak z madjarino bo se davil! |

Vrazovemu razumevanji Košičevega dejanja kot raznarodovalnega je gotovo botrovalo takratno njegovo panslovansko navdušenje, v katerem ni uzrl vseh okoliščin Košičevega položaja.
Kasneje, leta 1876 Imre Augustič tudi je narejal madžarsko slovnico Návuk vogrszkoga jezika, ki je tudi del renovacije knjižne prekmurščine.